# Ce que vivent les roses (téléfilm, 2017)
Pour le roman, voir Ce que vivent les roses. Pour le téléfilm américain, voir Ce que vivent les roses (1997).
Ce que vivent les roses  est un téléfilm français réalisé par Frédéric Berthe et diffusé pour la première fois le 9 janvier 2018 sur France 3.

## Synopsis
Alors qu'elle se rend chez le docteur Simon, chirurgien esthétique, pour un problème bénin concernant sa fille Romane, Cathy Macquart croise une jeune femme qui ressemble trait pour trait à Suzanne Girardin, la propre fille du docteur, assassinée chez elle cinq ans auparavant. Quelques minutes plus tard, une autre jeune femme avec des traits identiques sort à son tour du cabinet. Or Cathy n'est autre que l'avocat général qui avait requis contre Julien Girardin, lors du procès où il avait été reconnu coupable du meurtre de son épouse Suzanne et condamné à dix-huit années d'emprisonnement. Suzanne serait-elle encore en vie? A-t-elle des sosies? Intriguée, Cathy envisage de demander la réouverture du dossier judiciaire concernant l'assassinat. Elle se heurte très vite à une forte opposition de son entourage familial et professionnel et ne trouve de l'aide qu'auprès d'Alexandre Darson, l'avocat de Girardin.
Parallèlement, Yahn Quemener, avocat et ex-mari de Cathy, découvre que son nouveau beau-père Alain Delambre est menacé de poursuites pour marchés truqués dans l'attribution du chantier d'une nouvelle école. Or Delambre, maire de la ville, est un être méprisant et manipulateur qui ne s'embarrasse d'aucun scrupule pour satisfaire ses ambitions. Il charge Yahn d'étouffer le problème quel qu'en soit le prix.
Les deux affaires vont très vite s'entremêler.

## Source
Le scénario s'inspire du roman éponyme de Mary Higgins Clark.

## Fiche technique
- Scénario : Elsa Marpeau d'après Mary Higgins Clark
- Pays :  France
- Production : Thomas Anargyros et Edouard de Vesynne
- Musique : Fabrice Aboulker
- Durée : 95 minutes

## Distribution
- Helena Noguerra : Cathy Macquart
- Guillaume Cramoisan : Maître Alexandre Darson
- Francis Leplay : Yahn Quemener
- Patrick Descamps : Jean-Baptiste Rochere
- Philippe Magnan : Alain Delambre
- Thierry Gimenez : Docteur Simon
- Clara Ghesquière : Romane Quemener
- Marc Duport : Julien Girardin
- Anaïs Gheeraert : Barbara/Suzanne Girardin
- Claire Wauthion : Gisèle Rochere
- Fanny Leurent : Dolores Delambre-Quemener
- Bruno Tuchszer : le juge Chabert
- Hugues Martel : le procureur Gramont
- Léa Goguey-Cailac : Flavie Monot, la secrétaire